# Bartolomé de Osuna
Bartolomé de Osuna fue el gobernador de Santiago de Cuba desde 1643 hasta 1648.
En 1643, Bartolomé de Osuna peleó en un duelo mantenido en Cuba contra Diego de Egües y Beaumont, donde el gobernador hirió a Egües. A pesar de ello perdió el combate

## Legado
Bartolomé de Osuna es conocido por fabricar para su residencia una magnífica y elegante casa en el alto de Santana de Santiago de Cuba, que después tomó el nombre de él mismo.